# Tommy Adamsson
Tommy Adamsson, född den 12 maj 1945, är en svensk affärsman. Han är vd för Adamssongruppen AB och ordförande i Stockholms Grosshandelssocietet samt  i några bolag, stiftelse och ideella föreningar.
Adamsson var tidigare ledamot i Sveriges Radios styrelse, ordförande för Företagarombudsmannen ( en del av tankesmedjan Den nya välfärden), HAO Handelsarbetsgivarna, Svenska Franchiseföreningen, StyrelseAkademien Stockholm, ledamot i SAF:s styrelse och ägare till och vd för Polarn o. Pyret AB. Adamsson är son till Sölve Adamsson samt sonson till Nils och Karin Adamsson.

## Utmärkelser
- Riddare av Kungliga Carl XIII:s orden (2012) [4]
- Kungliga Patriotiska sällskapets medalj stora medalj i guld för betydande gärning
- Borgarmedaljen

## Övrigt
Adamsson är aktiv medlem i Svenska Frimurareorden och riddare av Carl XIII:s orden.